# Бертон, Жан Батист
Жан Батист Бертон (1769—1822) — барон империи (22 ноября 1808 года), французский бригадный генерал (30 мая 1813 года).
Родился 15 июня 1769 г. в Олли. Образование получил в Бриенской Военной школе и Военной школе Шалона.
1 ноября 1792 г. поступил на действительную службу сублейтенантом гусар Арденского Легиона.
1793—1794 гг. — сражался в составе Северной Армии.
18 марта 1793 г. — отличился в сражении при Неервиндене.
24 июня 1794 г. — лейтенант.
2 июля 1794 г. — переведён в Самбро-Мааскую Армию.
8 октября 1795 г. — капитан.
С 1799 по 1801 г. — служба в Рейнской Армии под командованием генерала Моро.
9 июня 1803 г. — определён в штаб Ганноверской Армии генерала Мортье.
С 29 августа 1805 г. — в штабе I корпуса Великой Армии маршала Бернадотта.
Участвовал в военных компаниях 1805—1807 годов. Отличился в сражениях:
- при Аустерлице — 2 декабря 1805 г.;
- при Галле — 17 октября 1806 г.;
- при Любеке — 6 ноября 1806 г.;
- при Фринланде — 14 июня 1807 г.

17 февраля 1807 г. — шеф эскадрона.
27 сентября 1808 г. — определён в штаб I корпуса Армии Испании.
22 ноября 1808 г. — штабной полковник, начальник штаба польской дивизии в составе VI корпуса Армии Испании.
Отличился в сражениях:
- при Талавере — 28 июля 1809 г.;
- при Альмонаемде — 9 августа 1809 г.;
- при Оканье — 18 ноября 1809 г.

13 августа 1811 г. — губернатор Малаги.
10 октября 1811 г. — начальник штаба дивизии генерала Марансена в Малаге.
5 ноября 1811 г. — комендант Антекуэры.
7 февраля 1812 г. — комендант Ассуны.
16 февраля 1812 г. — комендант Картамы.
30 мая 1813 г. — бригадный генерал.
С 30 июня 1813 г. — командование пехотной бригадой в Армии Испании.
16 июля 1813 г. — командир 2-й бригады 1-й дивизии лёгкой кавалерии генерала Сульта Армии Пиренеев.
Отличился в сражениях:
- при Ортезе — 27 февраля 1814 г.;
- при Казере — 2 марта 1814 г.;
- при Мобургете — 19 марта 1814 г.;
- при Тулузе — 10 апреля 1814 г.

При первой Реставрации 1 сентября 1814 г. определён на половинное жалование.
Во время «100 дней» присоединился к Императору и 23 апреля 1815 г. определён в состав 6-й кавалерийской дивизии Наблюдательного корпуса Мозеля.
Июнь 1815 г. — командир 2-й бригады (14-й и 17-й драгунские полки) 10-й кавалерийской дивизии генерала Шагтеля II корпуса генерала Эксельманса Северной Армии.
18 июня 1815 г. — участие в сражении под командованием маршала Груши при Вавре.
Август 1815 г. — после второй Реставрации назначен временным инспектором кавалерии.
1 ноября 1815 г. — вновь определён на половинное жалование.
26 декабря 1815 г. — арестован и до 15 мая 1816 г. находился в заключении в тюрьме Аббатства.
30 декабря 1818 г . — переведён в резерв.
13 сентября 1820 г. — отставка.
В 1822 г. устроил заговор и восстание против правительства.
24 февраля 1822 г. взбунтовал гарнизон Туара и двинулся к Сомюру, гарнизон был разбит, а Бертон скрылся в Лалло.
17 июня 1822 г. по доносу некоего Вольфелема был арестован за попытку осуществления военного переворота.
11 сентября 1822 г. — приговорён военным судом к смертной казни.
6 октября 1822 г гильотирован на площади Пуатье.
Шевалье Святого Людовика (13 августа 1814 г.).
Автор работ:
1. «Presis historique, militare et critique des batailles de Fleurus et de Waterloo, dans la campagne de Flandres, en juin 1815$ de leurs manoeuvres caracteristiques des mouvemens qui les ont precedés et suivis» (1818)[2].
2. "Россия, или нравы, обычаи и костюмы жителей всех провинций этой империи" - редчайшая 6-ти томная с 95 иллюстрациями француза Дамам Дэмартрэ и англичанина Роберта Кер-Портер, книга, 1813 год, Париж.